# Északi oposszum
Az északi oposszum (Didelphis virginiana) az emlősök (Mammalia) osztályának oposszumok (Didelphimorphia) rendjébe, ezen belül az oposszumfélék (Didelphidae) családjába tartozó faj.

## Előfordulása
Az északi oposszum az Amerikai Egyesült Államokban, a Sziklás-hegységtől keletre, valamint Mexikóban és Közép-Amerikában honos. Megtelepítése a Csendes-óceán partvidékén San Diegótól Brit Columbiáig eredményes volt. Északra előrenyomult Kanada határán túl. Bár vadásszák, az északi oposszumot nem fenyegeti a kipusztulás veszélye.

## Alfajai
- Didelphis virginiana californica Bennett, 1833
- Didelphis virginiana pigra Bangs, 1898
- Didelphis virginiana virginiana Kerr, 1792
- Didelphis virginiana yucatanensis J. A. Allen, 1901

## Megjelenése
Az északi oposszum fej-törzs-hossza 38–51 centiméter, farok hossza 25,5-53,5 centiméter, testtömege 4–5,5 kilogramm. Bundája durva szőrű, elterjedési körzete déli részén feketés vagy szürke, északon feltűnően világosabb. Fülei papírvékonyak és szőrtelenek. Az oposszum hallása kitűnő. Pofaszőrzete mindig fehér, bármilyen is bundája színezete. Hátsó lábán a kapaszkodáshoz szükséges hüvelykkel együtt öt ujja van. Farka csupasz és majdnem olyan hosszú, mint a teste. A törzs közelében fekete, egyébként világos. Kapaszkodószervként használja: áthurkolja vele az ágat és fejjel lefelé csüng.

## Életmódja
Az állat éjszaka aktív. Veszély esetén az oposszum képes magát ösztönösen reflex-szerűen holtnak tettetni. Teljesen elernyed, szeme lecsukódik és nyelve kilóg. Ha az időjárás hideget hoz, az állat dermedt álomba merül. Tápláléka rovarok, békák, halak, kis emlősök, férgek, dögök, de néha növényi eredetű táplálék is. Az északi oposszum 2 évig él.

## Képek

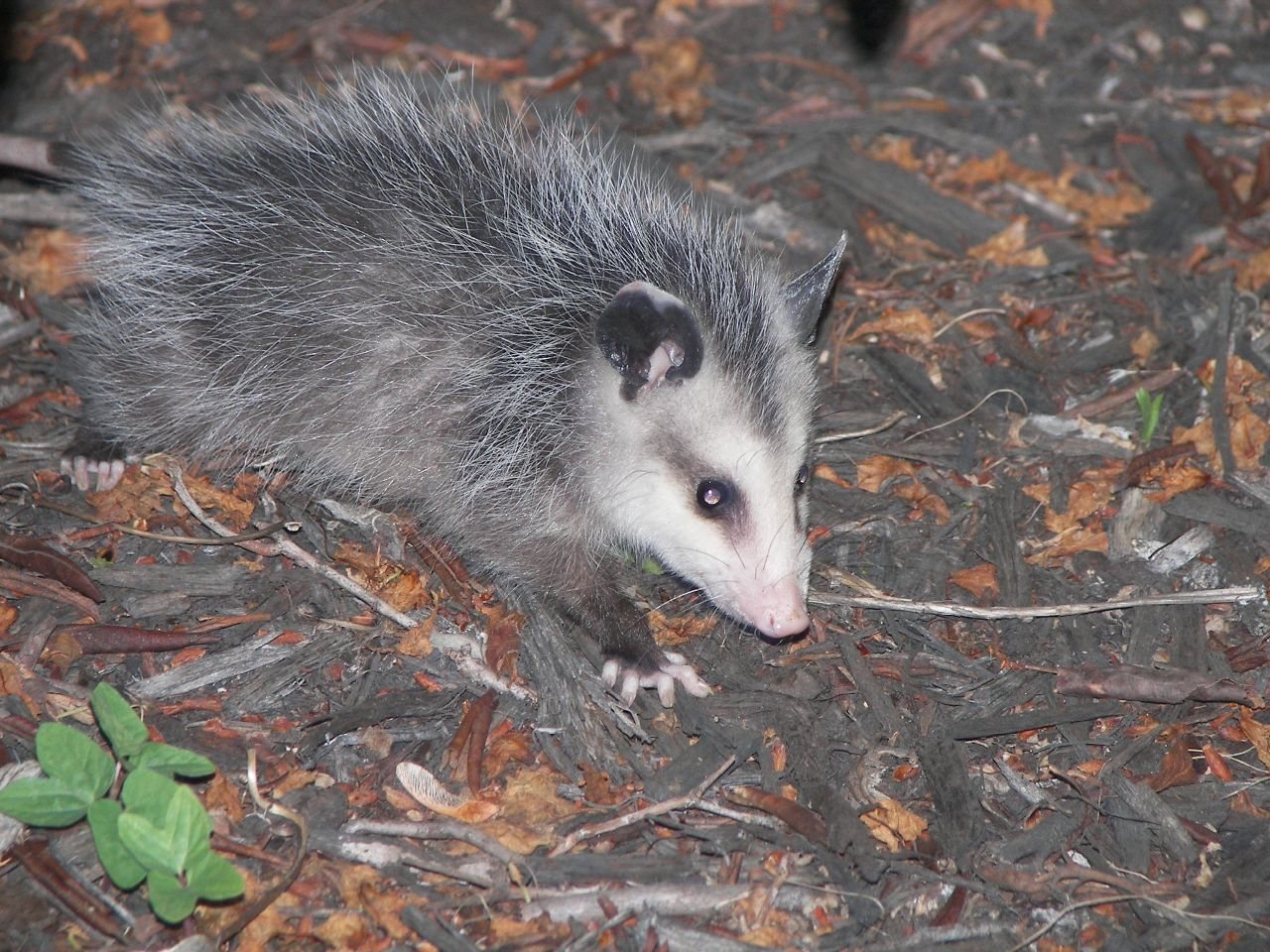
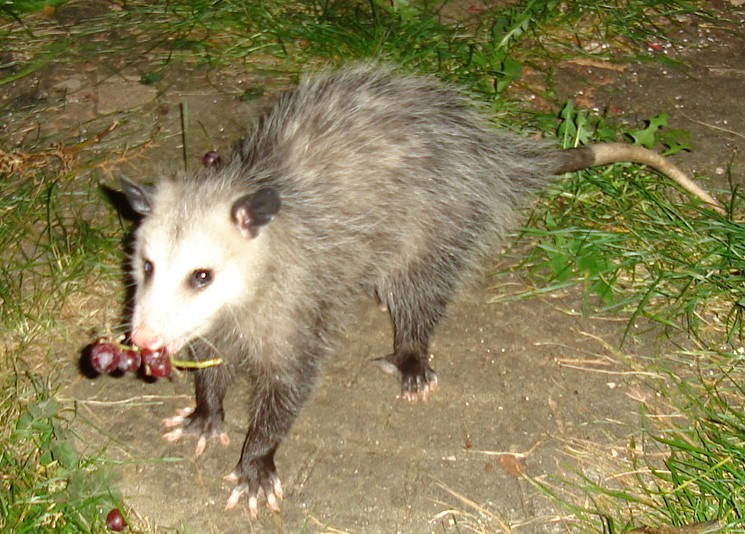
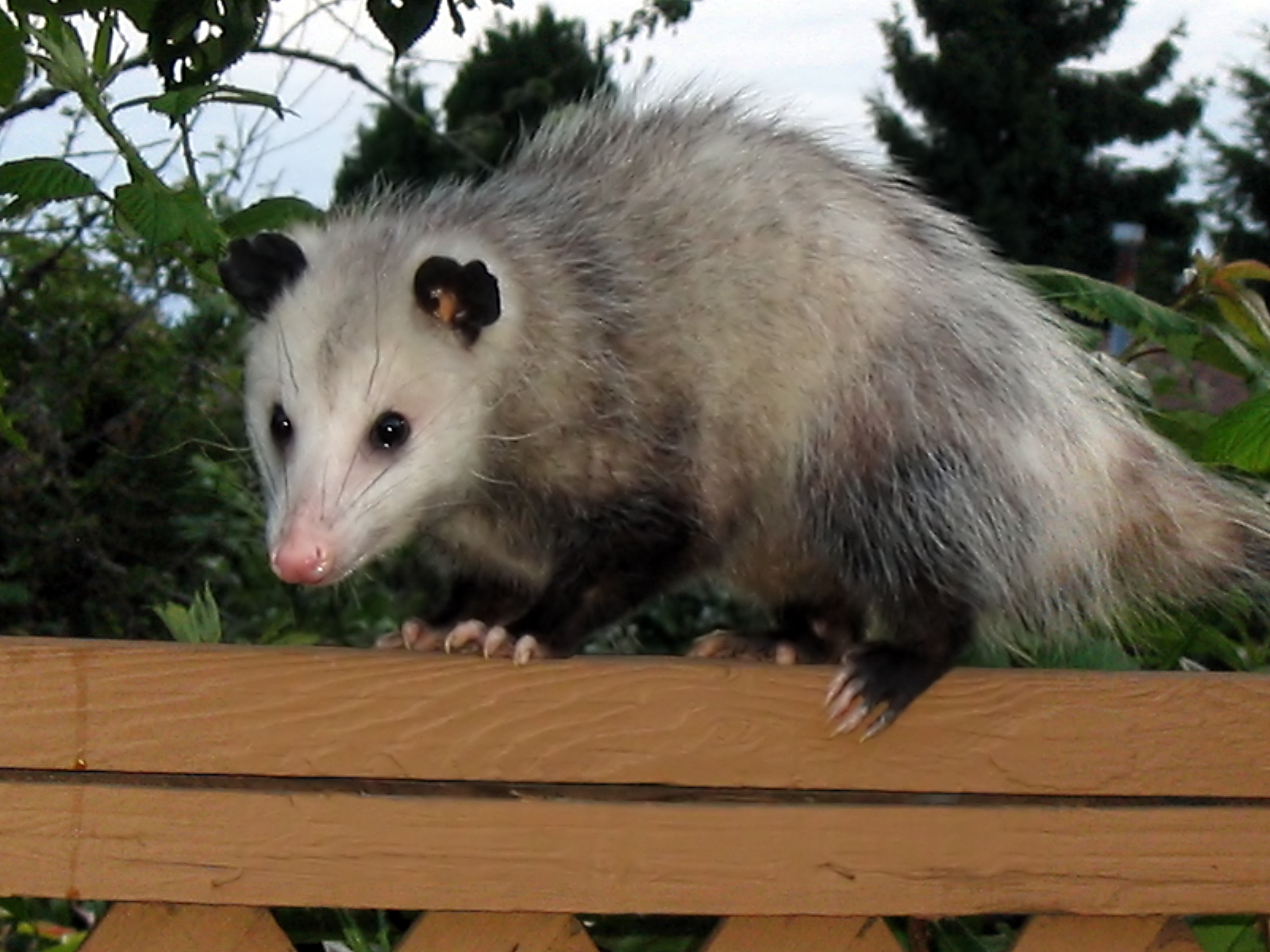

## Szaporodása
A nőstény az első éve betöltése előtt válik ivaréretté, a hím később. A párzási időszak az Egyesült Államokban nyáron, a trópusokon az egész év folyamán tart. A vemhesség 12–13 napig tart, melynek végén a nőstény akár 25 kölyköt is fialhat. De mivel a legtöbb nősténynek csak 13 csecse van, így hát minden létszámon túli kölyök biztosan elpusztul. A kölykök 70 napig ülnek az erszényben. Ezután az anyjuk hátán vitetik magukat, egészen tizennégy hetes korukig, amikor önállóvá válnak.